# S.O.S. Mulheres ao Mar
S.O.S. Mulheres ao Mar é um filme brasileiro de 2014 dirigido por Cris d'Amato e estrelado por Giovanna Antonelli, Thalita Carauta e Fabíula Nascimento. O filme foi produzido pela Ananã em parceria com as co-produtoras Miravista, Globo Filmes, Lereby Produções e a RioFilme, e a distribuição ficou por conta da Buena Vista International.
O filme foi recebido com críticas geralmente mistas ou negativas e teve uma recepção comercial positiva.

## Sinopse
Adriana (Giovanna Antonelli) embarca em um cruzeiro para reconquistar seu ex-marido, Eduardo (Marcelo Airoldi), que está com uma nova namorada, Beatriz (Emanuelle Araújo), uma atriz famosa de TV. Adriana leva sua irmã Luiza (Fabíula Nascimento) e a empregada Dialinda (Thalita Carauta) incentivada pelo livro SOS - Salvando um Sonho a estragar a viagem de seu antigo namorado. Porém, durante o passeio, elas conhecem novas pessoas e descobrem surpreendentes caminhos e soluções para suas vidas.

## Elenco
- Giovanna Antonelli como Adriana
- Thalita Carauta como Dialinda
- Fabíula Nascimento como Luiza
- Emanuelle Araújo como Beatriz Weber
- Marcello Airoldi como Eduardo
- Reynaldo Gianecchini como André Queiroz
- Theresa Amayo como Sonia
- Rodrigo Ferrarini como Charlesnilson
- Flávio Galvão como Afonso Queiroz
- Sérgio Muniz como Franco
- Carmine Signorelli como Giorgio

## Bilheteria
No primeiro final de semana 410 904 pessoas assistiram o filme nos cinemas. A partir da segunda semana o número de ingressos vendidos de S.O.S. Mulheres ao Mar passou a cair consecutivamente. Na terceira semana atingiu um milhão de espectadores. A bilheteria foi finalizada com um público de 1 715 734 espectadores após nove semanas em cartaz.

## Sequência
S.O.S. Mulheres ao Mar 2 iniciou suas filmagens em 19 de fevereiro de 2015 no Rio de Janeiro. Em seguida, a equipe desembarcou em Miami, com sete dias de filmagens em um navio. Os profissionais seguiram para Orlando, onde ficaram por 12 dias e, depois foram para Cancún, no México. E, numa etapa final, todos voltarão para Miami para as cenas de dublês. Cris D’Amato, a diretora, fez questão de manter os mesmos profissionais da área técnica e artística que participaram do primeiro filme, além de deixar claro a importância do trabalho em equipe. A segundo filme vai estrear em outubro de 2015. A Buena Vista International subsidiária da The Walt Disney Company, que distribuiu o filme de 2014 abandonou a sequência por motivos desconhecidos, a distribuidora será a Europa Filmes. Será co-distribuído pelo estúdio Hollywoodiano (Universal Pictures) que também será co-produtor junto com a Globo Filmes, o Telecine e a Elo Company, a produtora é a Ananã.